# Elma Parsamjan
Elma Sureni Parsamjan (russisch Эльма Суреновна Парсамян, armenisch Էլմա Սուրենի Պարսամյան; * 3. Dezember 1929 in Jerewan) ist eine sowjetisch-armenische Astrophysikerin und Hochschullehrerin.

## Leben
Nach dem Schulabschluss in Jerewan mit einer Goldmedaille 1949 studierte Parsamjan an der Physikalisch-Mathematischen Fakultät der Staatlichen Universität Jerewan (JGU) mit Abschluss 1954.
1954 wurde Parsamjan mit weiteren Studenten von Wiktor Hambardsumjan für die Arbeit im Bjurakan-Observatorium ausgewählt. 1957–1960 absolvierte sie dort die Aspirantur bei Hambarzumjan. 1963 verteidigte sie mit Erfolg ihre Dissertation über Kolorimetrie und Polarimetrie einiger Kometennebel für die Promotion zur Kandidatin der physikalisch-mathematischen Wissenschaften.
Parsamjans Forschungsschwerpunkte wurden die Physik der Kometen- und Planetennebel, die Flackersterne, Sterne vom Typ τ Tauri, FUORs und Sub-FUORs. 1982 verteidigte sie mit Erfolg ihre Doktor-Dissertation über Flackersterne in Sternaggregaten für die Promotion zur Doktorin der physikalisch-mathematischen Wissenschaften. 1986 wurde sie Führende Wissenschaftliche Mitarbeiterin und 2000 Wissenschaftliche Chefmitarbeiterin des Observatoriums.
Parsamjan beschäftigte sich auch mit der Geschichte der Astronomie im antiken und mittelalterlichen Armenien. 1966 wies sie auf Grabungsfunden aus Mezamor die Existenz von Felsbildern des 29.–24. Jahrhunderts v. Chr. nach, die die Himmelssterne und insbesondere den Sirius zeigen. Als eine der Ersten deutete sie Zorakarer als megalithisches astronomisches Observatorium, das sie 1999 untersuchte.
Neben ihrer Forschungstätigkeit lehrte Parsamjan seit 1967 an der JGU (1989 Ernennung zur Professorin). 1983–1987 leitete sie den Lehrstuhl für Astronomie und Theoretische Physik der Armenischen Staatlichen Pädagogischen Universität in Jerewan. 1992 hielt sie eine Gastvorlesung über instabile Objekte am Nationalen Institut für Astrophysik, Optik und Elektronik in Tonantzintla bei Puebla de Zaragoza. Sie ist Mitglied der Internationalen Astronomischen Union (seit 1976) und der European Astronomical Society (seit 1990). 2000 wurde sie zum Korrespondierenden Mitglied der Armenischen Nationalen Akademie der Wissenschaften gewählt. 2003 erhielt sie die Anania-Schirakatsi-Medaille der Republik Armenien.